# 卡達軍事
卡達軍事是卡達國的武裝力量，該國僅有11800人的武力，然而位處關鍵戰略位置和石油經濟的支撐，有歐美英等國的武器支援。
16輛豹2A7戰車（總訂購數62輛，另還有44輛AMX-30主战坦克）、24輛PzH2000自行榴彈砲，都拉出倉庫備戰（還有其他40輛自走砲與60門重型火砲），270輛裝甲車。
陸軍人數雖然不多，只有8500人，但擁有大量的精銳特種部隊，常備兵力也都是職業軍人。
除了上面介紹的陸軍主戰兵器，空軍人數只有1500人，空軍有25架固定翼飛機（12架幻象2000-5是主力，卡達已採購36架F-15QA戰鬥機作下一代主力，價值120億美元，但還來不及交貨，卡達將購買24架陣風式戰機，並保留增購12架的權利，合約在2015年5月簽署，價值63億歐元(合220億美元))，2011年已經簽訂購買F-35和F-18戰機的意向，颱風戰鬥機戰機和陣風戰鬥機也在選項之內。64架武裝直升機，其中24架是先進的AH64E阿帕契攻擊直升機。
卡達空軍還擁有11個連的MIM-104愛國者飛彈PAC-3、12個連薩德THAAD長程防空飛彈系統和大批短劍、羅蘭短程防空飛彈，另有步兵攜帶肩射防空飛彈。
卡達海軍大約有86艘艦艇，人數只有1800人左右
卡達還有類似於禁衛軍的埃米爾衛隊
卡達表示可以短時間內動員至10萬名部隊（該國18-49歲男性有兵役責任，可用後備總兵力約30萬）。
卡達有美國在中東最重要的空軍基地烏岱德空軍基地（al-Udeid Air Base）與大約1萬駐軍。
Global Firepower綜合軍力排名第90名（2017年）

## 歷史
武裝部隊成立於1971年，國家脫離英國獨立後成立。
卡達參加了1991年的波斯灣戰爭
2008年7月，美國國防安全合作局宣布卡塔爾正式要求後勤支援，培訓及相關設備和服務。總值可能高達4億美元。
2011年3月，卡達宣布其空軍參與執行2011年多國武裝干涉利比亞

## 主要現役裝備
- 豹2A7主力戰車*62 +訂單 - 32交付[6]（共可選擇200輛）[7][8]
- AMX-30主力戰車*44[9]-被豹2替代[7]
- 食人魚裝甲車MK-II 8x8 CCTS-90mm砲塔*36[10]
- 食人魚裝甲車ARVs-recovery*4[11]
- AMX-10P步兵戰車*40
- VAB裝甲車*160
- Fennek輕裝偵察車*32訂購
- Renault Sherpa 2 輕型戰術車*27[12]
- AMX 10 RC裝甲車( 105mm 6x6 ARV)*12
- AMX-VCI(IFV)*30
- Renault Trucks( VAB 6x6 APC)*158
- Renault Trucks( VAB \ VPM-81 4x4 APC，81毫米迫擊砲版)*4
- Renault Trucks( VAB 4x4 \ 6x6 VCAC-HOT APC與HOT式反坦克飛彈發射器)*24[13]
- 悍馬( M1115A2 4x4)*6
- VBL機動車(4x4 APC)*16
- EE-9四輪輕甲車*32
- Daimler FV-701 Ferret(4x4 ARV)*10 狀態未知
- Alvis Saracen (6x6 APC)*30 狀態未知
- Shepra (APC)*5
- Thyssen Henschel UR-416 (4x4 APC)*20
- 幻像2000-5戰鬥機*12
- 瞪羚直升機:SA 342G（12）/ L（2）[14]
- HOT式反坦克飛彈瞪羚直升機攻擊直升機裝備*225
- AW139直升機*21
- SH-60海鷹直升機*6
- SA330 Puma直升機*12
- WS-61偉士蘭海王直升機*12-13
- 韋斯特蘭山貓直升機*3（狀態未知）
- NH90直升機*12訂購 (中等運輸機) [15]
- NH90直升機*10訂購 (反潛戰（ASWW）和反地面單兵戰（ASuW）) [16]
- 西科斯基S-92直升機*2訂購(VIP運輸)
- 阿帕契攻擊直升機AH-64D*24訂購[15]
- Piper PA-28 Cherokee教練機*10
- Piper PA-34 Seneca教練機*4
- Pilatus PC-21(高級教練機)*24訂購
- 阿爾法教練機(高級教練／輕攻擊機)*6
- PAC Super Mushshak教練機*8
- 鷹式教練機*9訂購中[17]
- 波音C-17环球霸王III*2
- C-130j-30運輸機*4
- 波音727(VIP運輸)*1
- 波音707(VIP運輸)*2
- 波音747-SP(運輸)*2
- 空中巴士A300(運輸)*1
- 空中巴士A310(運輸)*1
- 空中巴士A320(運輸)*1
- 空中巴士A340(VIP運輸)*2
- 獵鷹900(VIP運輸)*2
- 疾風戰鬥機*(24)18個單座和6個雙座版本訂購[18]
- F-15E(QA)*36訂購中[19]
- 颱風戰鬥機*24訂購中[20]
- E-737空中預警機*3訂購[15]
- A330MRTT*2訂購[15]
- 魔術空對空飛彈（R.550 Magic)*272
- 雲母飛彈*144
- 飛魚反艦飛彈AM 39*5 空射型
- Apache(空射型反跑道集束巡弋飛彈)*50
- Rapier防空飛彈:18架發射器，配有250枚飛彈和6個火控雷達
- 西北風人員攜行式防空飛彈:24個發射裝置，配有500枚導彈
- FIM-92刺針便攜式防空飛彈:12個發射裝置，配有60枚導彈
- 吹管防空飛彈:6個發射裝置，配有50枚導彈
- Roland地對空飛彈(卡達在AMX-30R機箱上安裝了3套自行防空Roland 2系統，每套並配備了6枚地對空飛彈，共具有200枚導彈)[21]
- MIM-104愛國者飛彈PAC-3*11[22]
- THAAD*12[23]
- Vita-class攻擊飛彈快艇*4
- 巡邏砲艇*45
- 卡爾·古斯塔夫無後座力砲*40
- Mortier120mm迫擊砲*15
- L16 81mm迫擊砲*30
- Mk F3 155mm自走炮*22 被PzH2000替代
- PzH2000自行榴彈砲*24
- G-5 (155mm 牽引榴彈砲)*12
- BM-21多管火箭泡*未知
- Astros II (MLRS多管火箭系統)*3
- M142高機動性多管火箭系統*7
- HOT式反坦克飛彈:48具發射器與1000枚飛彈
- FGM-148標槍飛彈:50具標槍發射器與500枚標槍飛彈訂購[24]
- 米蘭反坦克飛彈:100具發射器與630枚飛彈
- AT4反坦克火箭筒(CS light ATRL)
- TRS-2100 Tiger雷達*6
- TTL BTT-3 Banashee無人靶機